# Kønshormon
Kønshormoner inddeles i overordnede kønshormoner og mandlige og kvindelige sex-steroider. De overordnede kønshormoner LH, FSH og GnRH er ikke steroider og medregnes ofte ikke til kønshormonerne. Populært forstås ved kønshormoner, de kvindelige og mandlige sex-steroider. Kemisk set er sex-steroiderne  næsten ens opbygget, baseret på det firleddede ringsystem gonan med forskelle i de funktioneller grupper bundet til ringsystemet og i ringsystemets oxidationsgrad.

## Sex-steroiderne
De mandlige sex-steroider
- Androgener:
  - Anabole steroider
  - Androstenedion
  - Dehydroepiandrosteron
  - Dihydrotestosteron
  - Testosteron

De kvindelige sex-steroider
- Østrogener:
  - Estradiol
  - Estriol
  - Estron
- Progestogener:
  - Progesteron

De kvindelige kønshormoner findes i æggestokkene og i graviditetsperioder også i moderkagen. De mandlige kønshormoner er i testiklerne. Kønshormonerne er dem der får kroppen til at udvikle kønsdele og andre både fysiske og psykiske tendenser der adskiller kønene. Både mænd og kvinder har både mandlige og kvindelige hormoner i sig, men kvinder har en klar overvægt af kvindelige hormoner, mens mænd har meget mere testosteron end kvinder. Dette er bestemt af kønskromosomerne X og Y, hvor mænd har XY og kvinder XX – Y-kromosomet har således den funktion at sætte gang i produktionen af mandlige hormoner.

## De non-steroide kønshormoner
De overordnede non-steroide kønshormoner er
- Inhibin-A, inhibin-B og AMH (anti-Müllersk hormon)
- LH (luteiniserende hormon)
- FSH (follikelstimulerende hormon)
- GnRH (gonadotropinreleasing hormon)

LH, FSH og GnRH er ens hos manden og kvinden, men stimulerer ikke ens da hypothalamus og hypofysen(centre i hjernen, hvor overordnede hormoner stimulerer til produktion af underordnede kønshormoner) er forskellig for mænd og kvinder.
Hos kvinden forekommer der ægløsning ved meget høj koncentration af LH (det er dette hormon man tester for i en ægløsningstest), mens FSH er follikelstimulerende hormon hvilket betyder at det stimulerer follikelmodning.
Kønshormonerne reguleres ved feedback-mekanismer hvor der ved stor mængde af et bestemt hormon fx gives negativ feedback således at stimuleringen af produktion af dette specifikke hormon stoppes. Når mængden af hormonet er blevet tilstrækkeligt lavt, skabes igen positiv feedback og produktionen vil stige.

## P-piller
Graviditetsforebyggende piller, "P-piller" indeholder sex-steroiderne  ethinylestradiol (kunstigt østrogenlignende hormon) og gestagen (kunstigt progesteronlignende hormon). Begge stoffer virker med negativ feedback på LH og FSH.

## Doping
Anvendelse og misbrug af sex-steroider og derivater af sex-steroider som anabole steroider er vidt udbredt indenfor visse sportskredse og i bodybuildingkredse. 

## Eksterne links
- Kønshormoner  (hormonsubstitution og hormonterapi.) Pro.medicin.dk
- Kønshormoner - biosyntese. Biosite.dk

- Wikimedia Commons har flere filer relateret til Kønshormon